# Dialecto genovés
El genovés (autoglotónimo zeneize o zeneise) es un dialecto de la lengua ligur (como lo es el monegasco), pero con frecuencia se lo considera erróneamente una variante del italiano estándar. Es hablado en la provincia de Génova (Zena), Italia, así como también en otros lugares del mundo donde hubo una importante inmigración genovesa, como Argentina, Australia, Brasil y Uruguay.
Junto con las lenguas de Lombardía, Piamonte, y Emilia-Romaña, es una derivación de las lenguas galo-itálicas romances.
En comparación con el italiano, el genovés muestra más similitudes con el occitano y el francés (etimologías, desinencias, vocales nasales y diptongos). Esta lengua está lejos de desaparecer: si bien la mayoría de los hablantes son ancianos, muchos jóvenes todavía hablan el idioma, y hay varias asociaciones dedicadas a mantener vivo el idioma, como O Castello en Chiavari y A Compagna en Génova.
Existe producción literaria escrita en lengua genovesa desde el siglo XIII, la cual tuvo un apogeo especialmente en el siglo XIX; pero no fue suficiente para que se llegara a una normativización de la ortografía. Sin embargo, desde 2008 existe una grafía oficial regularizada por la Academia Ligùstica do Brenno, que intenta ordenar la escritura basándose en el habla ciudadana del área de Portoria. Sus reglas son útiles para escribir en todas las variantes del idioma ligur.
Variantes en lo que respecta a la pronunciación incluyen el este de Génova (Nervi, Quinto, Quarto), el oeste (Voltri, Prà, Pegli, Sestri Ponente), y en el centro, el valle de Polcevera y Bisagno.

## Fonología
El genovés tiene 8 vocales, 20 consonantes y 3 semivocales.
Sus vocales (A, E, Æ, EU, I, Ò/Ö, O, U) son un aspecto de esta lengua que a menudo origina confusión o ambigüedades por su complejidad de uso.
- /a/ barba /ˈbarba/ (en masculino, tío; en femenino, barba)
- /e/ tésta /ˈtesta/ (cabeza)
- /ɛ/ ægua /ˈɛɡwa/ (agua)
- /i/ bibbin /bi'biŋ/ (pato)
- /o:/ cöse /ˈkoːse/ (¿qué?)
- /ø/ anchêu /aŋˈkøː/ (hoy)
- /o/ comme /ˈkumːe/ (¿cómo?)
- /y/ fugassa /fyˈɡasa/ (nombre verdadero de la focaccia, un pan y también especie de pizza típica de Génova).

### Acentuación del genovés[2]
Sobre vocales cortas
- el acento agudo ( ´ ) es siempre tónico y se usa en é y ó para indicar respectivamente el sonido de [e] y de [u] que también hay en español.
- el acento grave ( ` ) no siempre es tónico y se usa en à, è (sonido [ɛ]), ì, ò (para que suene [o] y no [u]), y ù (sonido [y]).

Sobre vocales largas
- el acento circunflejo ( ^ ) marca el sonido largo de â, ê, î, ô, y û.
- diéresis ( ¨ ) van sólo sobre la ö para marcar el sonido de [oː], que a veces suena como /oʊ/.

### Consonantes simples y dobles
El genovés guarda una relación entre la duración de las vocales y su acentuación y la cantidad de consonantes que las siguen. Al hablar y, por lo tanto, al escribir, a una vocal larga sigue una consonante simple (por ejemplo: la î larga de fîto, ‘rápido’/‘pronto’) y a las vocales cortas acentuadas pueden seguirlas consonantes dobles, que se pronuncian con mayor intensidad (como en tròppo, ‘demasiado’). Esto último puede no ocurrir en palabras que terminan con /ŋ/, tales como s'asétan (‘se sientan’, del verbo ‘sentarse’).
Sin embargo, aun cuando pueden aparecer luego de consonantes cortas o largas, no se duplican nunca los dígrafos ⟨sc⟩ y ⟨gn⟩, y tampoco la ⟨n⟩, la ⟨r⟩ y la ⟨s⟩ seguidas por otra consonante.
Las consonantes dobles pueden convertirse en simples cuando las palabras sufren cambios; es el caso de palabras de la misma familia que no poseen el acento en el mismo lugar y por eso no mantienen la ortografía de su raíz, por ejemplo: la cualidad de bèllo (‘bello’, ‘lindo’) es beléssa (‘belleza’), con una sola ⟨l⟩, por haberse desplazado el acento a la sílaba siguiente y no conservarse la ⟨ll⟩ que seguía a la vocal tónica. Asimismo, el participio de abàtte (‘abatir’) será abatûo (‘abatido’), con sólo una ⟨t⟩; el diminutivo de gòtto (‘vaso’) es gotìn (‘vasito’), etc.
Esto representa una importante diferencia para quien conoce la ortografía italiana, pero no es más que el modo exacto de reflejar la manera en que quien habla genovés pronuncia naturalmente estas palabras.
Para resumir cuándo una consonante debe ser doble, hay una regla: Se duplican las consonantes luego de vocales breves acentuadas en palabras graves (llanas) que terminan en vocal simple. Ejemplo: mòddo (‘modo’), gàtto (‘gato’), botìggia (‘botella’) o fùmme (‘humo’), que son palabras graves y terminan con el sonido de una única vocal. Se consideran simples las vocales que van después de la ⟨i⟩ en ciertos grupos en los que las ⟨i⟩ no suenan, como ⟨gia⟩ y ⟨cia⟩.

### Acentos indispensables
A través de la grafía oficial que mantiene una correspondencia única entre sonidos y letras, se pueden pronunciar exactamente todas las palabras con el uso de todos los acentos. Pero, si bien acentuar cada palabra puede servir como guía didáctica para que lean correctamente aun los que no comprenden bien el genovés o su grafía, también es cierto que se sobrecarga el texto de signos que a veces aclaran lo que ya se conoce.
Por eso, la grafía simplificada es la que exige sólo los acentos indispensables, es decir, los de las palabras de más de una sílaba que terminen con vocal simple acentuada. Por ejemplo: se acentúan siempre mangiâ (comer), cafè (café), comö (la cómoda); pero no es indispensable acentuar zenéize (genovés), piaxéi (placer/gustar), trovòu (encontrado), çernûo (elegido), èrbo (árbol), pèrsego (durazno), asétite (siéntate).

## Morfología[3]

### El artículo
Coinciden en género y número con el sustantivo al que preceden.
En singulares se usa l' (ele y apóstrofo) cuando la palabra siguiente comienza por vocal.
Cuando la palabra que sigue al artículo e (femenino plural) empieza con vocal, se suele pronunciar ese artículo como /i/, al juntarse con la vocal que viene luego. Por ejemplo: e êuve (los huevos) se dice rápido *i êuve; e amàndoe (las almendras), *i amàndoe.
Los artículos funcionan en genovés de un modo casi idéntico al español cuando preceden a sustantivos.
Sin embargo, hay que recordar que suelen llevar artículos los años (o '45, o 2012...), los sustantivos acompañados por la preposición de cuando indica "un poco de..." o "algo de...", por ejemplo en do bitîro (un poco de manteca), de l'ægoa (un poco de agua), o frases hechas (locuciones verbales) como fâ di dinæ (hacer dinero), stâ a-a làrga (mantenerse lejos), etc.
Sí llevan artículo, por ejemplo, o sciô Pagàn (el señor Pagano), a sciâ Gioxepìnn-a  (la señora/doña Josefina) e i scignôi profesoî (los señores profesores), pero no præ Génio (don Eugenio / el padre Eugenio) o præ Maxìn (don Tomás / el padre Tomás).
En genovés, llevan artículo también una enorme cantidad de nombres propios, al contrario que en español. Es costumbre que vayan precedidos de artículo masculino o femenino, según el caso, los de los siguientes tipos:
- nombres de persona y apodos: a Frànca (Franca), a Cìcci ("Chichi"), o Mâxo (Tomás), o Alfrêdo (Alfredo);
- apellidos: o Peragàllo (Peragallo, en masculino), a Minétti (Minetti, en femenino);
- continentes: l'América (América), o Sudamérica (América del Sur), l'Ouröpa (Europa);
- muchísimos nombres de países: a Frànsa (Francia), l'Italia (Italia), l'Argentìnn-a (Argentina), o Méscico (México), o Cànada (Canadá), i Stâti Unîi (Estados Unidos);
- regiones y estados: a Ligùria (Liguria), a Sardégna (Cerdeña), o Piemónte (Piamonte), e Màrche (Marcas);
- algunos barrios o lugares de la ciudad, que llevan artículo tradicionalmente: a Fôxe (barrio de la Foce, en Génova), a Ciànn-a (barrio de Villapiana, en Savona), o Meu (Molo, barrio de Génova), o Cû de Beu (la dársena vieja de Savona), a Chéulia (antigua zona de Via del Colle, en el hoy barrio Ravecca, de Génova);
- muchos accidentes geográficos: i Apenìn (los Apeninos), o Bezàgno (el río Bisagno, en Génova), a Ponçéivia (el río Polcévera, en Génova), l'Àntoa (el monte Ántola, entre Liguria y Piamonte), a Parmæa (la isla Palmaria, en el golfo de La Spezia, levante de Liguria), o Mediterànio (el Mediterráneo).

Sin embargo, no lo usan en general las provincias, ciudades, localidades, plazas y calles, salvo que tradicionalmente lleven un artículo, como A Spézza (La Spezia), O Çeiâ (Ceriale, en Savona), y O Pàize (como se le dice a Carloforte, enclave genovés en Cerdeña). De lo contrario, se las nombra como en español: Zêna (Génova), Sànn-a / Savónn-a (Savona), Parìggi (París), Barçelónn-a (Barcelona), Ciàssa do Rè (Plaza del Rey), etc., excepto cuando van acompañadas de algún atributo: a Zêna de 'na vòtta (la Génova del pasado), a Rómma crestiànn-a (la Roma cristiana).
Muchas veces se les antepone un artículo a adjetivos que tienen que ver con provincias o zonas, como o Savonéize, que aunque quiere decir literalmente 'el savonés', se refiere al territorio de la provincia de Savona.

### Género y número
La lengua ligur distingue entre géneros masculino y femenino, de un modo muy similar al español.
Ciertas terminaciones como -a o -çión, entre otras, son frecuentes como marca de género femenino, por ejemplo en a tæra (la tierra) o a divixón (la división). También es usual la terminación masculina de sustantivos y adjetivos en -o, como en crûo (crudo) o siâso (cedazo).
De la misma manera que en español se agrega -s al final de un nombre en singular, en general, se puede encontrar en genovés el plural de un sustantivo masculino terminado en -o al cambiar la última letra por -i. En los femeninos terminados en -a, se pasa en cambio a -e. Así câxo (caso) pasa a ser câxi (casos), y monæa (moneda) cambia a monæe (monedas).
Pero existen muchos plurales irregulares e incluso invariables.

### Pronombres personales
| Pers. | Singular | Plural         |
| ----- | -------- | -------------- |
| 1.ª   | mi       | niâtri, niâtre |
| 2.ª   | ti       | viâtri, viâtre |
| 3.ª   | lê       | liâtri, liâtre |

Existe pero es muy raro el uso de noî, voî y lô para las tres personas del plural.
Cuando la desinencia verbal es suficiente para dar a entender el sujeto, al igual que en castellano, se utiliza en genovés el sujeto elíptico.
Los pronombres quedan sin variación luego de preposiciones, ya que no existen los complementos que se usan en castellano, por ejemplo:
- con mi / con ti / con viâtri  = conmigo / contigo / con vosotros
- sensa (de) mi / sensa (de) ti / sensa (de) liâtre = sin mí / sin ti / sin ellas
- pe mi / pe ti / pe lê  = para mí / para ti o para vos / para él o para ella

Cuando expresan el objeto indirecto del verbo (caso dativo) o formas reflexivas, se modifican como en español, y no distinguen género.

### Demostrativos
Los demostrativos distinguen lo que está cerca o lejos del hablante o indican conceptos abstractos en el discurso. Se usan de la misma forma que en castellano, ya que pueden ser adjetivos delante de un sustantivo, o ser pronombres. En ambos casos pueden estar seguidos por adverbios de lugar: chi (aquí), li / la (allí/allá).
Cuando se usan como adjetivos en singular y anteceden a un sustantivo que comienza por vocal, se produce una elisión que se marca con apóstrofo (').
- quest'ödô = este olor;
- quest'ægoa = esta agua;
- st'invexéndo = este lío;
- quell'amîgo = ese amigo;
- quell'arbanélla = ese frasco de conservas.

### Verbos
| Conjugación | Infinitivo | (ejemplo) | Part. pasado | (ejemplo) | Traducción   |
| ----------- | ---------- | --------- | ------------ | --------- | ------------ |
| 1.ª         | -â         | parlâ     | -òu          | parlòu    | hablar       |
| 2.ª         | -éi        | taxéi     | -ûo          | taxûo     | callar       |
| 3.ª         | -e         | vénde     | -ûo          | vendûo    | vender       |
| 4.ª         | -î         | sentí     | -îo          | sentîo    | oír / sentir |

La 2ª y la 3ª conjugación difieren entre sí solamente por la desinencia del infinitivo pero comparten el paradigma de conjugación.
Además, hay dos verbos auxiliares en genovés: êse (ser) y avéi (haber).

## Trabalenguas
La frase inicial está en genovés, inmediatamente traducida al español, y luego al italiano estándar.
- Sò asæ s'a sâ a sä asæ pe sâ a säsissa.
  - No sé si la sal basta para salar la salchicha.
  - Non so se il sale basta per salare la salciccia.

- Scia scîe scignôa, sciando scia xêua inscî scî.
  - Esquíe, señora, esquiando vuela sobre los esquíes.
  - Scii, signora, sciando vola sugli sci.

- A-o mêu nêuo gh'è nêue nâe nêue; a ciû nêua de nêue nâe nêue a n'êu anâ.
  - En el muelle nuevo hay nueve naves nuevas; la más nueva de las nueve naves nuevas no quiere andar.
  - Nel molo nuovo ci sono nove navi nuove; la più nuova delle nove navi nuove non vuole andare.

- Gi'angiai gh'an gi'oggi gi'uegge gi'unge cume gi'atri?
  - ¿Los ángeles tienen ojos, orejas y uñas como los demás?
  - Gli angeli hanno occhi orecchie ed unghie come gli altri?

## Expresiones
La frase inicial está en genovés, inmediatamente traducida al castellano, y luego al italiano estándar.
- Son zeneize, rizo ræo, strenzo i denti e pârlo ciæo.
  - Soy genovés, me río poco, aprieto los dientes y digo lo que pienso. (lit. 'hablo claro')
  - Sono genovese, rido poco e stringendo i denti dico ciò che penso.

- Posci-to êse alûghetòu.
  - Que te lleven lejos.
  - Che ti portino via.
- Chi veû vive da bon crestiàn, da-i begghìn o stagghe lontàn
  - Quien quiere vivir como buen cristiano, de los beghini (los falsos devotos) se quede lejano.
  - Chi vuole vivere da buon cristiano, dai beghini stia lontano.
- A salû sensa dinæ a l'è mêza mouti.
  - La salud sin dinero es media enfermedad.
- L'amô o l'è òrbo ma o vedde lontàn.
  - El amor es ciego pero ve lejos.
  - L'amore è cieco ma vede lontano.
- Vìçio de natûa, scinn-a-a fossa o dûa.
  - Vicio de nacimiento dura hasta la tumba.
  - Vizio di nascita dura fino alla tomba.
- O mondo o l'è comme o mâ, o nega chi no sa nûâ
  - El mundo es como el mar, ahoga a quien no sabe nadar.
  - Il mondo è come il mare, annega chi non sa nuotare.